# Markišavci
Markišavci (madžarsko Márkusháza, prekmursko Markiševci, nekoč Markoševci, ali Markušovci) so naselje v Občini Murska Sobota. 
Naselje se prvič omenja leta 1365 kot Markysolch v dokumentih s katerimi je madžarski kralj podelil posesti hrvaško-dalmatinskemu banu Petru Széchyju in njegovemu bratu sedmograškemu škofu Dominiku. Leta 1366 je naselje spadalo pod dolnjelendavsko gospostvo, in se omenja kot Markuzonch in districtu Sancti Martini. 

## Zemljiški gospodje
Leta 1564 je bil zemljiški gospod v Markišavcih Gregor pl. Horvath de Markosocz (v nekaterih virih tudi Markosoczy de Markosocz), ki je v kraju posedoval 3 porte (lat. sessionem). Ker ni imel moških potomcev so posesti prešle preko njegove hčerke na družino Bátsmegyey. Po izumrtju le te so posesti v 2. polovici 17. stoletja prešlje na družino Czigany, katere člani so v Markišavcih tudi prebivali. Del posesti je bil prodan baronski družini Zaruba in družini Berke. Po smrti Antona pl. Adelffyja, ki je posesti pridobil preko svoje soproge Ane Marije pl. Gombossy (le ta je bila vnukinja Petra pl. Berke), so bile njegove posesti prodane grofu Szaparyju. S porokami so posesti v prvi polovici 18. stoletja prešle iz družine Czigany na družino Kregar, v 2. polovici 18. stoletja na družino Pollak (kasneje Pósfay), v začetku 19. stoletja pa še na družini Augustič in Sohar.
V Markišavcih je umrl Adolf Augustitš zadnji dekan Slovenske okrogline. V kraju je prebival okrajni glavar Anton pl. Sohar Tukaj so se rodili:
- Pongrác Pósfay višji okrajni glavar
- Pavel Czigany okrajni glavar
- Ludvik Augustič višji okrajni glavar
- Geza Pinter ovetnik, predsednik murskosoboške hranilnice
- Štefan Kuhar organizator narodnoosvobodilnega gibanja
- Števan Kühar novinar, urednik časopisa Mörszka krajina